# 植松佳菜美
植松 佳菜美（うえまつ かなみ、1985年4月9日 - ）は、元子役女優。

## 出演作品
- 火曜サスペンス劇場 「松本清張スペシャル・家紋」
- スーパー戦隊シリーズ
  - 地球戦隊ファイブマン 星川数美の子供時代・3歳児役
  - 五星戦隊ダイレンジャー 女の子役
- 東京エレベーターガール 赤井英和の娘役
- はぐれ刑事純情派
  - 重田あや役
  - 井上美幸役
  - 水島めぐみ役
- 土曜ワイド劇場
- うしろのせきのオチアイくん ミホ役（声の出演）[1][2]
- BS-TBS 赤い復讐[3]